# بخش اوف
بخش اوف یکی از بخشهای ایالت شوئیز  در کشور سوئیس است.